# Acciona
Acciona S.A. mit Sitz in Alcobendas bei Madrid ist ein spanischer börsennotierter Mischkonzern, der im Hoch-, Tief- und Infrastrukturbau sowie auf dem Immobiliensektor tätig ist. Geleitet wird Acciona von José Manuel Entrecanales. Im Jahr 2014 erreichte die Gruppe einen Umsatz von 6,5 Mrd. Euro bei einem Gewinn vor Steuern von 277 Mio. Euro und beschäftigte 33.559 Personen.

## Geschichte
Acciona wurde 1997 durch die Fusion der beiden Unternehmen Entrecanales y Tavora und Cubiertas y MZOV gegründet.

### Kampf um Übernahme von Endesa
Im Jahr 2006 wurde Acciona in Deutschland einem breiteren Publikum dadurch bekannt, dass sie Ende September 2006 bekannt gaben, 10 % der Aktien des größten spanischen Energieversorgers Endesa gekauft zu haben. Am 29. September 2006 teilte Acciona mit, eine Option zum Kauf weiterer 3,69 % der Aktien zu besitzen und einen Aktienanteil von knapp 25 % anzustreben. Gleichzeitig kündigte der mit Acciona konkurrierende spanische Baukonzern Grupo ACS an, 10 % am zweitgrößten Energieversorger Iberdrola erwerben zu wollen. ACS besitzt bereits einen Anteil von 35 % an dem drittgrößten spanischen Energieversorger Unión Fenosa. Deshalb kamen an den Finanzmärkten Spekulationen auf, durch eine Fusion der beiden Unternehmen Iberdrola und Unión Fenosa zu einem Endesa an Größe übertreffenden spanischen Energieversorger und die Auflagen der spanischen Energiebehörde CNE, die E.ON im Falle einer Übernahme von Endesa verpflichten will, ca. 30 % der Energieerzeugungskapazitäten, insbesondere Kern- und Kohlekraftwerke abzugeben, dass Acciona im Interesse der spanischen Regierung die Übernahme Endesas durch den Düsseldorfer Energieversorger E.ON verhindern wolle, was Acciona bestreitet. Vielmehr strebte Acciona an, die Geschäftspolitik Endesas mitgestalten zu wollen. Dank dem derzeitigen spanischen Aktienrecht muss ein Unternehmen, das weniger als 25 % des Aktienbesitzes anstrebt, den übrigen Aktionären kein Übernahmeangebot unterbreiten, während ein Käufer, der wie E.ON die Mehrheit anstrebt, von der Prüfung und Genehmigung der spanischen Energiebehörde CNE abhängt. Am 20. Oktober 2006 veröffentlichte Acciona, eine weitere Option über den Kauf von 9,63 % des Aktienkapitals zu besitzen. Acciona würde dadurch über insgesamt 19,63 % verfügen.

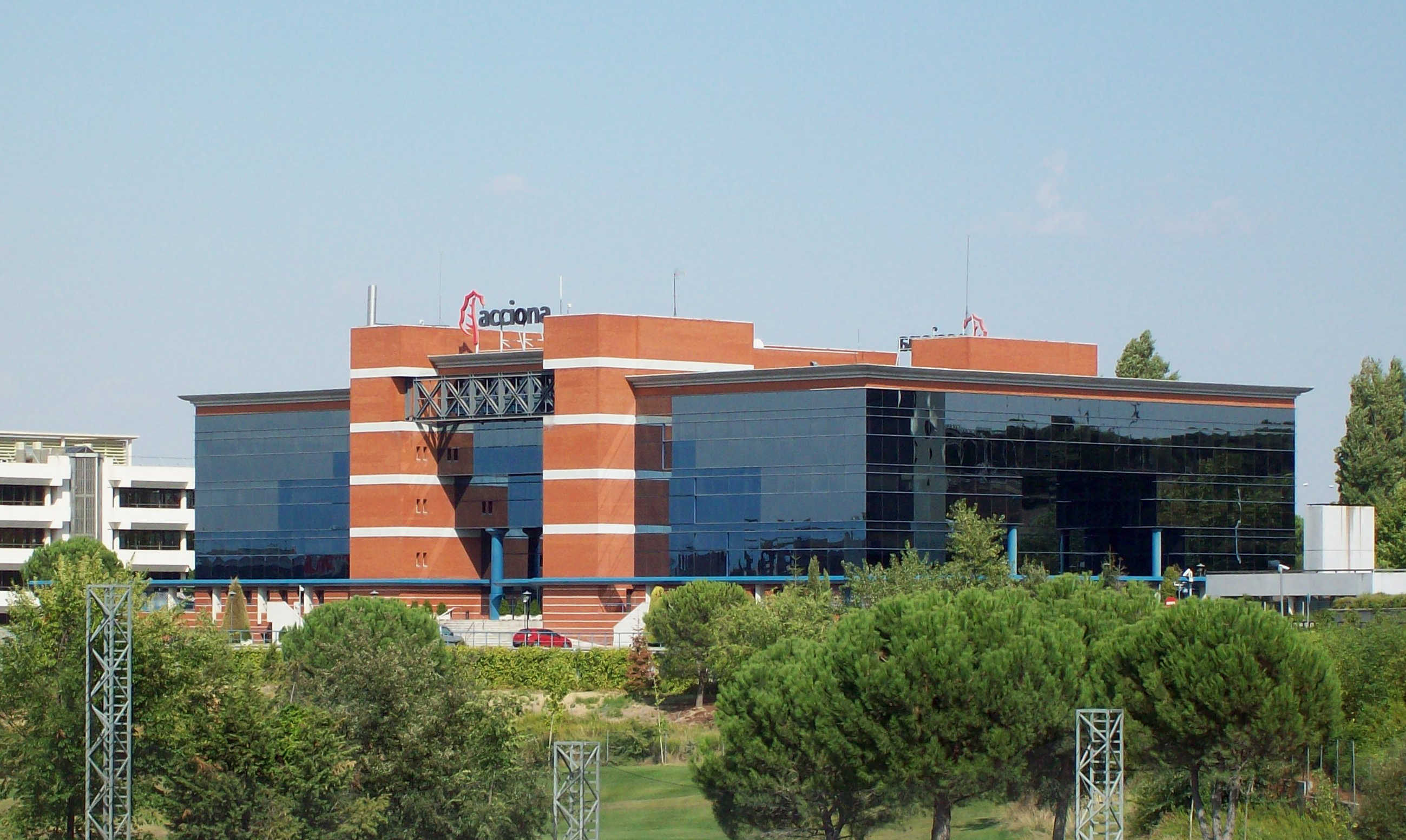
Unternehmenszentrale (Alcobendas)

Anfang 2007 entschloss man sich zu einem gemeinsamen Übernahmeangebot mit der italienischen Enel in Höhe von 41 Euro pro Endesa-Aktie. Dies und der Umstand, dass beide Unternehmen zusammen bereits 46 % von Endesa hielten, führten am 2. April 2007 zu einem Rückzug des Übernahmeangebotes von Seiten der deutschen E.ON. Im Gegenzug handelten letztere ein Beteiligungspaket mit Aktivitäten in Spanien, Italien und Frankreich sowie weitere Aktivitäten in Polen und in der Türkei im Wert von etwa zehn Milliarden Euro aus, sollte dem spanischen und dem italienischen Konzernen ihre gemeinsame Übernahme glücken.

### Verkauf der Windenergiesparte an Nordex
Im Oktober 2015 wurde die Übernahme der Windenergie-Sparte von Acciona durch den deutschen Windkraftanlagenhersteller Nordex SE bekannt. Der Kaufpreis wurde mit 785 Mio. Euro angegeben, von denen Nordex knapp die Hälfte bar und den Rest mit neu herausgegebenen Aktien beglich. Zudem übernahm Acciona noch Aktien des bisherigen Nordex-Hauptaktionärs, der Familie Klatten. Damit wurde Acciona mit einem Anteil von 29,9 % größter Einzelaktionär von Nordex. Abgeschlossen wurde die Übernahme Anfang April 2016.
Im Rahmen einer öffentlich-privaten Partnerschaft mit der Regierung des Bundesstaates New South Wales war Acciona für die Bereitstellung der Infrastruktur für das Sydney CBD und South East Light Rail Projekt verantwortlich, das im April 2020 fertiggestellt wurde. Acciona verklagt die Regierung auf 1,1 Milliarden Dollar an zusätzlichen Mitteln und behauptet, die Regierung habe den Umfang der erforderlichen unterirdischen Versorgungsarbeiten heruntergespielt.

## Geschäftsbereiche

### Infrastrukturunternehmen
- Acciona Infraestructuras: Hier sind alle Interessen der Firmengruppe mit nationalen und internationalen Konzessionen für Verkehrswegeinfrastruktur zusammengefasst, also sowohl Straßen-, als auch Eisenbahnbau.
  - Tierra Armada, Marke in Spanien
- Mostostal Warszawa, polnisches Bauunternehmen
- Acciona Concesiones ist beteiligt an:
  - Transportes Ferroviarios de Madrid, die Madrider U-Bahn
  - Tùnel d’Envalìra SA, andorranisches Unternehmen
  - Econorte, brasilianisches Autobahn- und Brückenunternehmen
  - Barcelona Tram
  - Concema, das die Autobahn M-45 betreibende Unternehmen
  - Autopista Radial R-2
  - Autopista Vespucio Sur
  - Autovía de los Viñedos
  - Parla Tram
  - IBERINSA
  - AEPO Consultores
  - Freyssinet, französisches Unternehmen
  - SOLS
  - GSISA
  - EMISA
  - GELMINSA
  - DECOSA

### Immobilienunternehmen
- Acciona Inmobiliaria: In diesem Geschäftszweig werden alle Aktivitäten zusammengefasst, die mit dem Hochbau und Ingenieurbau zusammenhängen. Dieser Geschäftsbereich arbeitete bis 2005 unter der Marke Necso Entrecanales Cubiertas, die in Acciona Inmobiliaria umbenannt wurde.
  - Centro de Negocios Albatros
  - Oficinas Eix Maciá
  - Edificio Valgrande
  - Edificio Alameda
  - Parque Empresarial Necsohenar
  - Edificio América
  - Edificio Tec 22@
  - Hotel Club Marítimo de Sotogrande
  - Hotel La Plantación del Sur
  - Hotel Marítimo de Barcelona
  - Hotel Condal Mar
  - Hotel Eurostar Toledo
  - Centro Comercial Aquamall
- Inosa-El Coto
- Acciona Nieruchomósci, polnisches Unternehmen
- Residencias Campus

### Logistik und Transportunternehmen

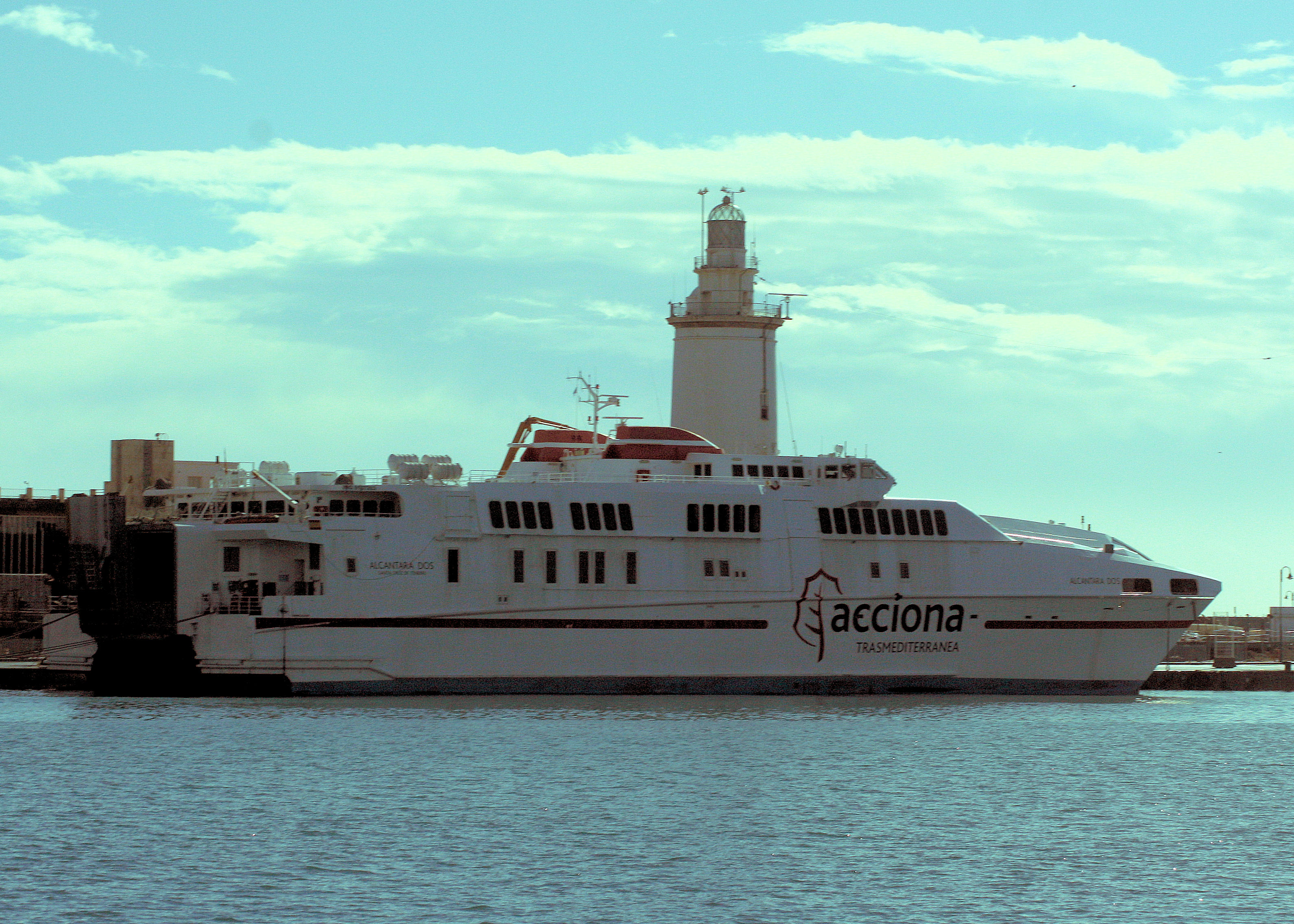
Schiff der Acciona Trasmediterránea in Málaga

In diesem Geschäftsbereich sind alle Geschäftsinteressen der Gruppe auf dem Gebiet von Flughafenverwaltung und -handling sowie der Logistik, des Transports und der Distribution (Warenverteilung) zusammengefasst
- Acciona Trasmediterránea
- Acciona Logística
  - Terminal de Contenedores de Las Palmas
  - Terminal de Contenedores de Algeciras
- Acciona Logística Transitaria y de Prensa
- Acciona Airport Services, ground handling in Spanien und Deutschland (Flughafen Düsseldorf)

Das Unternehmen nennt sich Acciona Logistica, dazu gehören Transmediterrania Cargo (internationale Planentransporte), Transfrimur (internationale Kühltransporte), Alcudia (Transporte vom Festland zu den Kanarischen Inseln und den Balearen) und noch etwa sieben Kleintransport- und Expressunternehmen.
Die Fährverbindung von Bilbao wird aufgelöst; dafür zwei neue Fährverbindungen von Barcelona nach Genua oder Savona sowie Barcelona Citta Vieja in Italien eröffnet.
Im Februar 2012 wurde die Acciona Trasmediterránea mit fünf weiteren Transport- und Fährunternehmen von der unabhängigen spanischen Wettbewerbsbehörde (CNC) wegen illegaler Preisabsprachen zu einer Strafe in Höhe von 36 Millionen Euro verurteilt.

### Kommunale und Umweltdienstleistungen
Dieser Geschäftsbereich umfasst alle kommunalen Dienstleistungen, wie Parkraumbewirtschaftung, Abfallwirtschaft, Straßenreinigung, Versorgung mit Trinkwasser und Aufbereitung von Abwasser, Umweltdienstleistungen und Beerdigungsdienstleistungen.
- Acciona Aparcamientos
- Acciona Servicios Hospitalarios
- Acciona Servicios Urbanos
- Acciona Medio Ambiente
- Acciona Agua
- Acciona Instalaciones
- Acciona Sistemas de Seguridad
- TRM SA
- Grupo Ramel
- Ecoparque de La Rioja
- INTUR

### Energieerzeugung
Dieser Geschäftsbereich umfasst alle Aktivitäten der Gruppe auf dem Gebiet der Erzeugung elektrischer Energie, insbesondere Sonnen-, Gezeiten- und Windenergie unter der Marke EHN.
- Acciona Energía
  - Renomar
  - Iniciativas Energéticas SA
  - Energias Eólicas de Catalunya
  - INR Eólica SA
  - La Compagnie du Vent, französisches Windenergieunternehmen
- Acciona Eólica
- Acciona Biodiesel
- Acciona Biomasa
- Acciona Cogeneración
- Acciona Hidráulica
- Acciona Termoeléctrica
- Acciona Solar

### Übrige Geschäftszweige
In diesem Geschäftsbereich sind die Geschäftszweige zusammengefasst, die in keiner Beziehung zu den strategischen Aktivitäten der Gruppe stehen. Sie umfassen Finanzdienstleistungen, Ernährung und die Kommunikationsbranche.
- Bestinver
- Hijos de Antonio Barceló
- Vocento
- General de Producciones y Diseño
- Finanzas Dos SA